# JAGAL

JAGAL на мапі Німеччини

JAGAL (Jamal-Gas-Anbindungsleitung) — продовження газопроводу «Ямал-Європа» по території Німеччини.
На початку 1990-х років Росія спорудила перший маршрут поставок газу до Німеччини в обхід України та словацько-чеського транспортного коридору (газогону «Братство»). Нова траса проходила по території Польщі та перетинала її західний кордон в районі міста Франкфурт-на-Одері. Німецьке продовження цього маршруту назвали JAGAL. Він прямує у південно-західному напрямку та біля Rückersdorf у федеральній землі Тюрингія з'єднується із трубопроводом STEGAL, через який газ потрапляє до системи MIDAL (виводить у долину Рейну південніше Франкфурта-на-Майні, поблизу французького кордону). Всі зазначені газопроводи були споруджені компанією GASCADE, і їх узгоджена дія передбачалась одразу. Втім, в межах реформ, спрямованих на лібералізацію європейського газового ринку, власники інфраструктурних потужностей повинні забезпечити доступ до їх використання третім особам.
Довжина JAGAL складає 338 км, з них на початковій ділянці (11 км від польського кордону до Mallnow) використано труби діаметром 1400 мм, тоді як інша частина виконана із діаметром 1200 мм. Введення в експлуатацію припало на 1996—1999 роки.
Через «газопровід 306» від Börnicke до Kienbaum (північний обвод Берліна) JAGAL зв'язаний із системою NETRA.
На трасі трубопровода спорудили два тунелі під великими річками — Одером та Ельбою.